# Gathering of Nations
Il  Gathering of Nations  (Raduno delle Nazioni) è il più grande pow-wow negli Stati Uniti e nel Nord America. Si tiene ogni anno il quarto fine settimana di aprile, nei Powwow Grounds dell'Expo NM, ad Albuquerque nel New Mexico. Oltre 565 tribù di nativi americani, provenienti da tutti gli Stati Uniti e 220 dal Canada, si recano ad Albuquerque per partecipare al raduno.
Le gare di ballo si svolgono in 36 categorie, comprese diverse categorie di gruppi di età come "anziani" (70+), "golden age" (55+), "adulti" (19+), "teens" e "tiny tots". Altre competizioni includono "Northern singers", "Southern singers", "Women's Back-up Singing", e la competizione per "Drum Groups", "Drummers" e varie altre competizioni speciali. Ogni anno si tiene un concorso per Miss Indian World. La vincitrice viene scelta in base alla personalità, alla conoscenza delle tradizioni tribali e all'abilità nella danza. C'è anche l'"Indian Traders Market" con artisti, artigiani e commercianti che vendono arti e mestieri nativi americani e indigeni.
Altre attività durante il festival si svolgono presso il "palco 49", uno spazio di musica contemporanea e performance in cui musicisti nativi e altri sperimentano esibizioni su un palco professionistico e di fronte a un vasto pubblico. C'è anche una parata di insegne di cavalli e cavalieri nativi, in onore della cultura del cavallo tra le tribù, e un villaggio di tee pipì. Il Gathering of Nations partecipa anche ogni anno a un programma di alfabetizzazione, consegnando oltre quattromila libri ai bambini iscritti alla danza.
Il Gathering of Nations ha mantenuto uno spettacolo itinerante di alto livello dal 1995, con esibizioni in tutti gli Stati Uniti, in Asia, in Europa e a Broadway a New York. Lo spettacolo è stato trasmesso anche sulla televisione nazionale, con cinque esibizioni dal vivo nello spettacolo NBC Today. L'album di pow wow,A Spirit's Dance del Gathering of Nations del 2010, ha vinto un Grammy Award per il miglior album di musica dei nativi americani alla 53ª edizione dei Grammy Awards.
Il Raduno delle Nazioni Powwow è un evento familiare in cui tutti sono invitati. Dal 2020, però, è diventato virtuale.

## Electric 49
L'Electric 49 era un concerto annuale di musica nativa americana tenuto durante il fine settimana di Pow-wow, ma in nessun modo associato agli eventi ufficiali del Gathering.
Il concerto è stato ideato/creato dal gruppo Red Earth nel 1998 e da quell'anno ha visto otto edizioni. Dal 2006, tuttavia, non è stato riproposto, poiché i Red Earth sono in pausa. L'Electric 49 si è concentrato sull'evidenziazione dei musicisti nativi americani artisticamente impegnati in tutte le Americhe e il suo obiettivo era quello di evidenziare la musica nativa contemporanea.
Nel corso degli anni, l'Electric 49 ha fatto emergere Red Earth, Robert Mirabal, Ethnic DeGeneration, Star Nayea, Native Roots, Casper, Querosene Jacare (del Brasile), Cisco, Derek Miller, Stoic Frame, DJ Abel e Quese IMC. Fedeli alla diversità della musica nativa contemporanea, gli artisti del festival provenivano da numerosi generi tra cui Heavy metal, Reggae, Blues, Hip hop, musica del Nuovo Messico e Waila (Chicken Scratch).